# Jacques Arnould
Pour les articles homonymes, voir Arnould.
Pour le chef de chœur, voir Chœur Montjoie Saint-Denis.
Jacques Arnould, né le 17 mars 1961 à Metz, est un historien des sciences et théologien catholique français.

## Biographie
Issu d'une famille de petits commerçant lorrains, Jacques Arnould intègre en 1981 l'institut national agronomique Paris-Grignon puis en 1985 l'école nationale du génie rural, des eaux et des forêts d'où il sort titulaire d’un diplôme d’ingénieur agronome.
Il rentre en 1986, dans l'ordre des Prêcheurs, où il est ordonné prêtre. Il obtient un doctorat de théologie en 1997, puis d'histoire des sciences en 1999.
Il est chargé des questions éthiques au Centre national d'études spatiales (CNES). 
Il quitte la vie religieuse en 2011 pour des raisons « affectives ».

## Œuvres
- Les Créationnistes, Éditions du Cerf, Paris et éditions Fides, Saint-Laurent (Canada), coll. « Bref », 1996, 128 p.  (ISBN 2-204-05323-6) (Cerf) ou  (ISBN 2-7621-1569-8) (Fides)
- Darwin, Teilhard de Chardin et Cie : l'Église et l'évolution, Desclée de Brouwer, Paris, 1996, 238 p.  (ISBN 2-220-03866-1)
- Pierre-Henri Gouyon, Jean-Pierre Henry, Jacques Arnould, Les Avatars du gène [Texte imprimé] : la théorie néodarwinienne de l'évolution, Belin, coll. « Regards sur la science », Paris, 1997, 335 p.  (ISBN 2-7011-2187-6)
- La Théologie après Darwin : éléments pour une théologie de la création dans une perspective évolutionniste, Éditions du Cerf, coll. « Théologies », Paris, 1998, 302 p.  (ISBN 2-204-05848-3)
- Jacques Arnould et Lucienne Rousseau, Le Parfum et les larmes, Les Éditions de l'Atelier, Paris, 1999, 102 p.  (ISBN 2-7082-3449-8)
- Jean-Didier Vincent, Jacques Arnould, La Dispute sur le vivant, Desclée de Brouwer, Paris, 2000, 174 p.  (ISBN 2-220-04721-0)
- Dieu, le singe et le big bang : quelques défis lancés aux chrétiens par la science, Éditions du Cerf, Paris, 2000, 154 p.  (ISBN 2-204-06401-7)
- L'Église et l'histoire de la nature, Éditions du Cerf, coll. « Histoire du christianisme », Paris, 2000, 130 p.  (ISBN 2-204-06449-1)
- Jean-Pierre Haigneré, Jacques Arnould, Chevaucheur des nuées, Solar, Paris, 2001, 151 p.  (ISBN 2-263-03005-0)
- Accueillir la différence, Les Éditions de l'Atelier, coll. « Mieux vivre », Paris, 2001, 143   (ISBN 2-7082-3570-2)
- La Seconde Chance d'Icare : pour une éthique de l'espace, Éditions du Cerf, Paris, 2001, 235 p.  (ISBN 2-204-06864-0)
- Quelques pas dans l'univers de Pierre Teilhard de Chardin, Aubin, coll. « Science et spiritualité avec Teilhard de Chardin », Saint-Étienne, 2002, 102 p.  (ISBN 2-910576-46-9)
- Les Moustaches du diable : lorsque la foi se frotte à la science, mais aussi à l'astrologie, aux miracles, aux expériences de mort imminente, Éditions du Cerf, Paris, 2003, 213 p.  (ISBN 2-204-07188-9) Ouvrage distingué par le Prix La Bruyère 2004 (médaille d'argent), attribué par l'Académie française[7].
- La Lune dans le bénitier : conquête spatiale et théologie, Éditions du Cerf, Paris, 2004, 180 p.  (ISBN 2-204-07633-3)
- Pierre Teilhard de Chardin, Perrin, Paris, 2004, 389 p.  (ISBN 2-262-02264-X)
- La Marche à l'étoile : pourquoi sommes-nous fascinés par l'espace ?, Albin Michel jeunesse, 2006, 187 p.  (ISBN 2-226-14923-6)

Violette Le Quéré-Cady (scénario, dessins et couleurs), Le Jardin de l'espace, INRA éditions, coll. « Okissé », Paris, 2006, 48 p.  (ISBN 2-7380-1212-4)
- Jacques Arnould et Catherine Maunoury, L'Etrange bonheur de voler, Cherche Midi 2007

- Dieu versus Darwin : Les créationnistes vont-ils triompher de la science ?, Albin Michel, Paris, 2007, 317 p.  (ISBN 2-226-17591-1)
- Requiem pour Darwin, Salvator, 2009, 240 p.  (ISBN 978-2-7067-0595-3)
- Qu'allons-nous faire dans ces étoiles ? - De l'éthique dans la conquête spatiale, Bayar, 2009,  (ISBN 978-2-227-47874-9)
- Lève-toi et marche. Propositions pour un futur de l’humanité, avec Jacques Blamont, Odile Jacob, Paris, 2009, 336 p.  (ISBN 978-2-7381-2240-7)
- L'Abbé Breuil : le pape de la préhistoire, CLD Éditions, Tours, 2011, 333 p.  (ISBN 978-2-85443-551-1)
- Caïn a-t-il rencontré Neanderthal ? Dieu et la science sans complexes, Éditions du Cerf, 2008  (ISBN 978-2-204-08624-0) [présentation en ligne]
- Une brève Histoire de l'Espace, Éditions du 81, 2011.
- Une brève Histoire du Christianisme, Éditions du 81, 2012.
- Le Rire d'Icare, Éditions du Cerf, 2013  (ISBN 978-2-204-09773-4) [présentation en ligne]
- Sous le voile du cosmos : Quand les scientifiques parlent de Dieu, Albin Michel, 2015  (ISBN 978-2-226-31258-7)
- Dieu, le jour d’après. Une brève théologie des catastrophes, ATF France, 2015
- Trottoirs de nuit. Dix-sept ans avec les prostituées, Salvator, 2015
- Une perle bleue. L’espace, la Terre et le changement climatique, Cerf, 2015
- Demain l’espace, Éditions du Cherche Midi, 2016.
- Et la Ligne vivra. Latécoère, 11 avril 1927, Éditions Privat, 2016.
- Turbulences dans l’univers. Dieu, les extraterrestres et nous, Albin Michel, 2017.
- Impossible horizon. The essence of space exploration, ATF Press, 2017.
- Par des terres qui te sont inconnues. Pierre Teilhard de Chardin, aventurier du passé et de l’avenir, Cerf, 2017.
- Oublier la Terre ? La conquête spatiale 2.0, Paris, Le Pommier, 2018.
- Dieu ne joue pas aux dés. Essai théologique inspiré par Albert Einstein et Pierre Teilhard de Chardin, Le Coudray-Macouard, Saint-Léger Éditions, 2018.
- La Lune m’a dit. Cinquante ans après le premier homme sur la Lune, Cerf, 2019.
- L’Apocalypse du vide. Un échange interrompu avec Paul Virilio, Edilivre, 2019.
- Giordano Bruno. Un génie, martyr de l'Inquisition, Albin Michel, 2021.
- Dieu n'a pas besoin de preuves, Albin Michel, 2023.
- En vérité, conversation avec Théo Moy, Desclée de Brouwer, 2024.
- Camille Flammarion, le pèlerin des étoiles, Cerf, 2025.